# هلسانا
هلسانا (انگلیسی: Helsana) شرکت بیمه سوئیسی است، که در سال ۱۹۹۶ تأسیس شد.